# Zeitschrift für Religions- und Geistesgeschichte
Zeitschrift für Religions- und Geistesgeschichte (ZRGG) est une revue scientifique fondée en 1948 par Hans-Joachim Schoeps et Ernst Benz (de), qui se consacre depuis lors à la présentation et à la publication des résultats de recherches scientifiques sur l'histoire des religions, l'histoire intellectuelle et l'histoire culturelle. Il s’agit d’un forum de recherche et d’échange interdisciplinaire entre chercheurs sans restriction à une période particulière ou à une méthode scientifique particulière.

## Description
La revue est publiée trimestriellement (à quelques exceptions près au cours des premières années) par Brill Academic Publishers à Leyde. Les articles sont d'abord publiés uniquement en allemand, mais maintenant (dans une moindre mesure) également en anglais. Il est édité par Julius H. Schoeps (Berlin, directeur général), Miriam Rürup (Potsdam) et Gideon Botsch (de) (Potsdam) (à partir de 2024). Martina Bitunjac est responsable du travail éditorial.
En 1958, Hans-Joachim Schoeps fonde la Société d'histoire intellectuelle (de) qui poursuit des objectifs similaires.